# 小伽倻
小伽倻，是朝鲜三国时期由伽倻联盟传说的六伽倻之一，在今天大韩民国的庆尚南道固城郡、泗川市。庆尚南道固城郡每年举行“小伽倻文化祭”。
新罗儒理王19年（42年），在庆尚南道固城郡附近建立的国家。为金首露王6个孩子中最小的建立。固城郡一带为中心，泗川市一带有遗址发掘。

## 名称
六伽倻的所谓“某伽倻”的名称是新罗、高丽时代的总结的名称。实际上，该联盟的6个国家，而是10至13个以上的国家的集合。固城郡一带的国家的名字是《三国史记》所记载的古史浦國、古自国，《三国志》上的古資彌凍国。《日本书紀》上的古（久）嵯国。

## 固城郡（庆尚南道）的沿革
- 562年，新罗吞并伽倻联盟，新罗在小伽倻设立古自郡。
- 757年，行政制度变革，设康州固城郡。下辖尙善縣、史勿縣、蚊火良縣3个县。
- 995年（高丽成宗14年），改为固州。
- 1391年（恭讓王3年）改为高城县。

## 君主
1. 末露王（말로왕、42年 ㅡ ?年）
2. 大阿王（대아왕、?年 ㅡ ?年）
3. 味雛王（미추왕、?年 ㅡ ?年）
4. 小干王（소간왕、?年 ㅡ ?年）
5. 阿島王（아도왕、?年 ㅡ ?年）
6. 叱駑王（칠노왕、?年 ㅡ ?年）
7. 車阿王（차아왕、?年 ㅡ ?年）
8. 達拏王（달라왕、?年 ㅡ ?年）
9. 而衡王（이형왕、?年 ㅡ 562年?）